# La Groutte
La Groutte là một xã thuộc tỉnh Cher trong vùng Centre-Val de Loire miền trung Pháp.

## Dân số
| 1962                                | 1968 | 1975 | 1982 | 1990 | 1999 | 2006 |
| ----------------------------------- | ---- | ---- | ---- | ---- | ---- | ---- |
| 111                                 | 137  | 97   | 89   | 104  | 103  | 118  |
| Từ năm 1962 Dân số không tính trùng |      |      |      |      |      |      |